# أكمية مثقبة
أكمية مثقبة (الاسم العلمي:Aechmea perforata) هو نوع نباتي يتبع جنس الأكمية من فصيلة البروميلية.